# Shannen Doherty

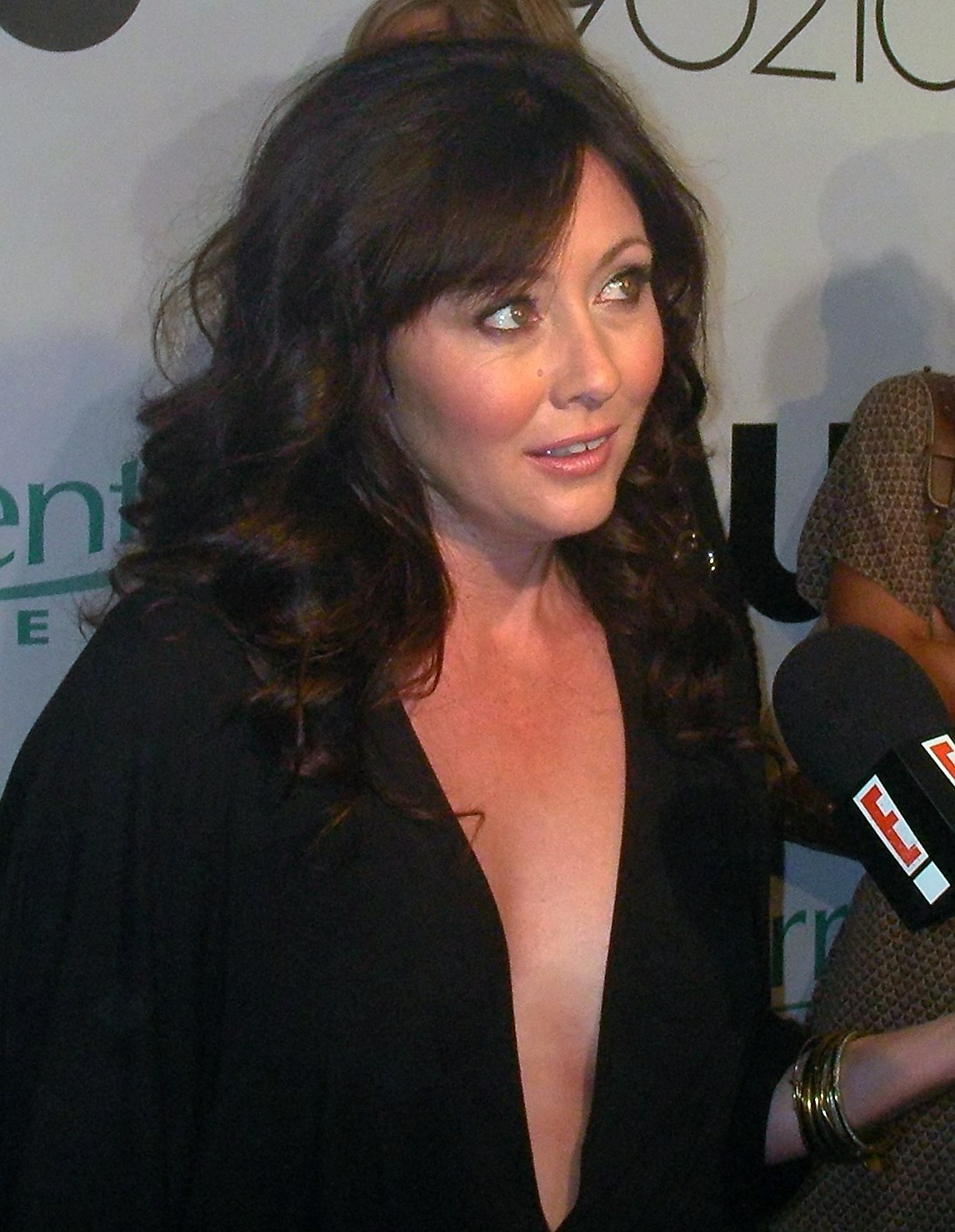
Shannen Doherty 2008.

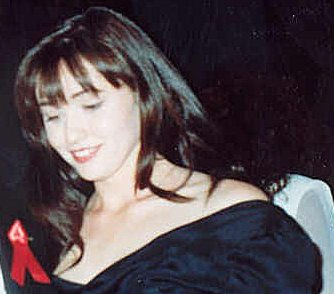
Shannen Doherty 1991.

Shannen Maria Doherty, född 12 april 1971 i Memphis, Tennessee, död 13 juli 2024 i Malibu, Kalifornien, var en amerikansk skådespelerska.
Shannen Doherty spelade Brenda i TV-serien Beverly Hills och Prue i Förhäxad. Hon fick sparken från Beverly Hills efter att inte ha kommit överens med andra rollinnehavare. Hon fick dock senare återigen jobb hos producenten Aaron Spelling, som även producerade Förhäxad.

## Biografi
Shannen Doherty har en äldre bror Sean. År 1978 flyttade familjen till Los Angeles. Hon ville redan då bli skådespelerska, och gjorde sin debut som tioåring i serien Father Murphy (1981).
Shannen Doherty föredrog dock i skolan att arbeta ensam framför att arbeta i en stor grupp, men fick alltid toppbetyg. När hon var elva år gammal medverkade hon i Lilla huset på prärien som Jenny Wilder. Efter detta fick hon en roll i Our House (1986) med Deidre Hall och Wilford Brimley. Hon har också medverkat tillsammans med Sarah Jessica Parker och Helen Hunt i Girls Just Want to Have Fun (1985) och i Heathers (1989), en tonårskomedi i vilken även Winona Ryder har en roll.
Dohertys stora succé kom 1990, när hon var nitton år och fick en roll i Aaron Spellings tonårsdramaserie Beverly Hills (1990) som Brenda Walsh, tvillingsyster till Brandon Walsh (Jason Priestley). Efter fyra år lämnade hon serien. Hon medverkade därefter i Almost Dead (1994) och Mallrats (1995). 1996 spelade hon Cindi Dowaliby i den verklighetsbaserade filmen Gone in the night.
År 1998 kom hon åter i kontakt med Aaron Spelling som gav henne rollen som Prue Halliwell i Förhäxad, där hon spelade äldre syster till häxorna Piper och Phoebe, spelade av Holly Marie Combs respektive Alyssa Milano. Efter tre säsonger lämnade hon serien för att börja jobba med andra projekt, som filmer. Sedan hon lämnade Förhäxad har hon medverkat i bland annat Another Day (2001, TV-film) och The Rendering (2002). Hon var också programledare för programmet Scare Tactics.
Doherty medverkade i serien 90210 som hade amerikansk premiär den 2 september 2008 och är en fristående fortsättning på serien Beverly Hills.
2010 gav hon ut boken Badass: A Hard-Earned Guide to Living Life with Style and (the Right) Attitude. I boken delar hon med sig sina erfarenheter och vad hon har lärt sig i livet.
År 2015 fick Doherty diagnosen bröstcancer. Två år senare meddelade hon att cancern hade gått tillbaka efter kemoterapi och strålbehandling. År 2020 hade dock cancern kommit tillbaka igen och spritt sig. I januari 2024 meddelande Doherty att hon genomgick en ny cancerbehandling.
Shannen Doherty avled i cancer den 13 juli 2024.

## Filmografi (urval)
- 1982–1984 – Lilla huset på prärien (TV-serie) (Jenny Wilder; 18 avsnitt)
- 1985 – Girls Just Want to Have Fun
- 1990–1994 – Beverly Hills (TV-serie) (Brenda Walsh; 111 avsnitt)
- 1994 – Almost Dead
- 1995 – Mallrats
- 1996 – Oskyldig?
- 1997 – Nowhere
- 1998–2001 – Förhäxad (TV-serie) (Prue Halliwell; 67 avsnitt)
- 2000 – Satan's School for Girls
- 2001 – Another Day
- 2002 – The Rendering
- 2004–2005 – North Shore (TV-serie) (11 avsnitt)
- 2005 – Category 7: The End of the World
- 2007 – Christmas Caper
- 2008 – Kiss Me Deadly
- 2008–2009 – 90210 (TV-serie) (7 avsnitt)
- 2010 – Burning Palms